# Dicyclocoryne filamentata
Dicyclocoryne filamentata is een hydroïdpoliep uit de familie Corynidae. De poliep komt uit het geslacht Dicyclocoryne. Dicyclocoryne filamentata werd in 1907 voor het eerst wetenschappelijk beschreven door Annandale. 